# ورخنه‌کارگینو
ورخنه‌کارگینو (انگلیسی: Verkhnekargino) یک شهرک در شهرستان دیورتیورلینسکی در استان باشقیرستان کشور روسیه است.